# Manchester Regiment
Le Manchester Regiment est un régiment de l'Armée britannique aujourd'hui dissous, formé en 1881 par la fusion du 63rd Regiment of foot (West Suffolk) et du 96th Regiment of foot. En 1958, cette unité de l'infanterie de la British Army a été fusionné avec le King's Regiment (Liverpool) pour donner naissance au King's Regiment (Liverpool and Manchester) transformé, en 1968 en King's Regiment puis, amalgamé en 2008 au sein du Duke of Lancaster's Regiment (King's, Lancashire and Border).

## Caractéristiques de tradition

### Recrutement
Les hommes étaient recrutés dans les régions du Lancashire, Manchester et sa banlieue.

### Anniversaires du régiment
- 28 février : anniversaire du dégagement de Ladysmith.
- 15 mai : anniversaire de Kohima.
- 10 juin : anniversaire de la prise de la Guadeloupe.
- 1er juillet : anniversaire du début de la bataille de la Somme.

### Héritage
Le Manchester Regiment reçoit de sa filiation avec le 63rd Regiment of foot (lui-même issu du 8th Regiment of foot) un certain nombre de noms de bataille inscrits sur ses couleurs :
- Guerre de Sept Ans : Guadeloupe (1759)
- Guerres révolutionnaires : Egmont op Zee
- Guerres napoléoniennes : Martinique (1809), Guadeloupe (1810); Guerre d'Espagne :
- Première guerre Maori : Nouvelle-Zélande (1846-1847)
- Guerre de Crimée : Alma, Inkerman, Sébastopol (1854-1855)
- Seconde Guerre d'Afghanistan (1879-1880)

### Musée
The Museum of the Manchesters, mairie de Ashton-under-Lyne.

## Avant la Première Guerre mondiale

### Formation

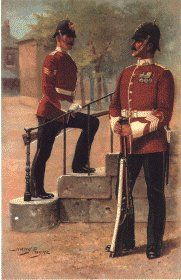
Le Manchester Regiment en uniforme de parade avant la Première Guerre mondiale. Peinture par Harry Payne (1858–1927)

À la suite des réformes Cardwell-Childers en 1881, le premier bataillon du Manchester Regiment est formé à partir du 63rd Regiment of foot (West Suffolk) et le second à partir du 96th Regiment of foot.. Le 63rd avait été formé en 1757 et le 96th en 1824. Les 6th Royal Lancashire Militia forment les 3th (Reserve) et 4th (extra-reserve) bataillons. Enfin, les Lancashire Volunteers lui sont adjoints pour former six bataillons de réserve (5th-10th Volunteers Battalions) qui sont transformés en 1889 en "Militia Battalions" puis entrent dans la composition de la réserve spéciale à la suite des bataillons d'active conformément à la réforme de 1908 de Lord Haldane.

## Affectations avant la Première Guerre mondiale
Une fois formé, le premier bataillon connaît les affectations suivantes :
- 1881 Inde
- 1882 Égypte : garde d'Ismaïlia
- 1883 Angleterre : Shorncliffe
- Novembre 1883 Angleterre : Warley, le bataillon assure la garde de la tour de Londres.
- 1885 Angleterre : Shorncliffe
- 1888 Irlande : Tipperary
- 1891 Irlande : Kinsale
- 1893 Irlande : Limerick
- 1894 Angleterre : Aldershot
- 1897 Gibraltar
- 1899 Guerre des Boers
- 1903 Singapour
- 1904 Inde : Sitapur
- 1906 Inde : Secunderabad
- 1909 Inde : Kamptee
- 1911 Inde : Jullundur

Dès sa création, le deuxième bataillon est envoyé en à Malte, puis :
- 1882 Égypte
- 1882 Inde : Multan
- 1886 Inde : Âgrâ
- 1890 Inde : Sialkot ou il participe en 1891 à une expédition contre les tribus guerrières du Nord-Est.
- 1893 Inde : Chakrata
- 1895 Inde : Dinapore
- 1897 Arabie : Aden
- 1898 Angleterre : Manchester
- 1899 Irlande
- 1900 Guerre des Boers
- 1902 Angleterre : Aldershot
- 1904 Îles Anglo-Normandes : Guernesey
- 1907 Angleterre : Portsmouth
- 1909 Irlande : Mullingar
- 1912 Irlande : Curragh

### La guerre des Boers

#### Premier bataillon

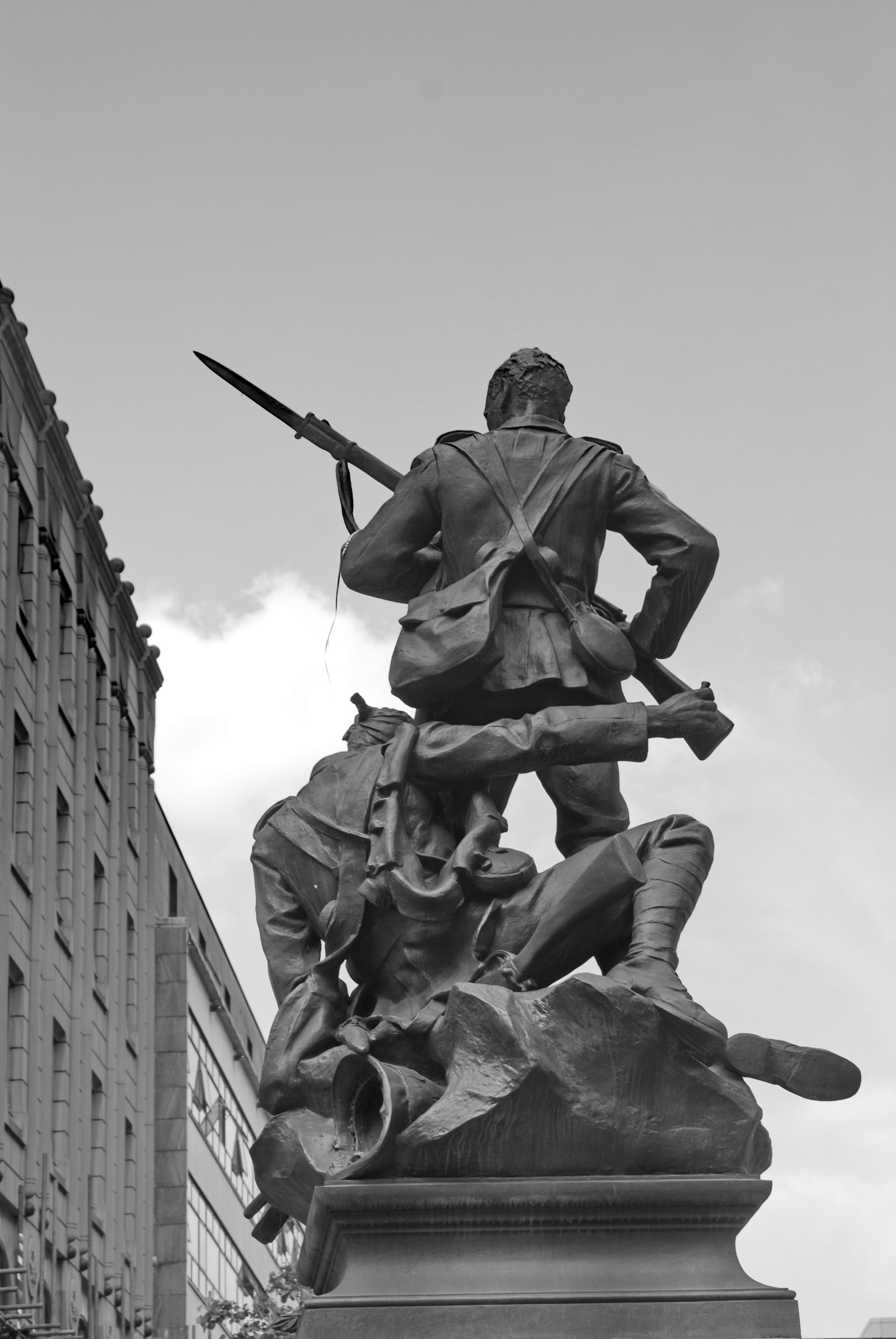
Le monument aux morts d'Afrique du Sud sur St Anns Square à Manchester

Le 7 octobre 1899, le premier bataillon débarque à Durban, au Natal, alors que la première guerre des Boers éclate. Il est envoyé immédiatement sur Ladysmith encerclé. Dès son arrivée, il est employé pour dégager la gare de Dundee au sein d'une colonne commandée par le général French. Le 20 octobre, il participe à un combat de rencontre à Elandslaagte au Nord-est de la ville et, malgré le succès tactique, se replie sur Ladysmith. Le bataillon reçoit une position défensive appelée Caesar's Camp sur un point haut qui domine le méandre de la rivière Kip, Waggon Hill à quelque distance au sud de la ville. Le 6 janvier 1900, il participe à la défense de ce retranchement, arrête puis repousse les Boers lors d'un combat féroce qui dure 15 heures. Deux soldats (R. Scotts et J. Pitts) reçoivent la Victoria Cross à cette occasion.
Après le dégagement de la ville le 28 février 1900, le bataillon est alors employé pour poursuivre les Boers et dégager les villes de Kimberley et Mafeking au Natal.
À la suite de cette action, le bataillon est employé de manière diverse contre la guérilla menée par les Boers, sans combat notable. Le 2e bataillon le rejoint en avril 1900.
Le bataillon rembarque vers l'Angleterre en mai 1902, après avoir subi au total la perte de 79 hommes dont 4 officiers et 160 blessés.
Il repart pour Singapour en 1903 puis pour l'Inde où il participe à la prestigieuse revue du couronnement de Delhi Durbar le 14 décembre 1911. La Première Guerre mondiale le trouve à la 8e brigade de la 3e division (Lahore) de l'armée des Indes stationné à Jalandhar.

#### Deuxième bataillon
Le 2e bataillon est embarqué à Southampton le 16 mars 1900 à bord du SS Bavarian et arrive au Cap le 6 avril. Il est employé dans de nombreuses missions dans la région de Biddulphsburg et de Brandwater Basin. Bien qu'il ne participe pas à un combat majeur, il doit faire face à de nombreuses escarmouches et de combats de rencontre. Il repart en Angleterre avec le 1er bataillon en mai 1902. Il est alors inclus dans la 14e brigade de la 5e division et il est stationné à Aldershot.
Par ailleurs, des bataillons de militia, le 4e, 5e, 6e, 7e et 8e, sont déployés en Afrique du Sud. Le 5e est embarqué à Southampton le 17 juin 1901 sur le SS Bavarian. Arrivé au Cap, l'unité est dirigée sur Winburg pour protéger la ville et la voie ferrée locale des attaques Boers. Le 8 avril 1902, le bataillon est déplacé sur Smalldeel pour y remplir une mission identique. Le 9 juillet 1902, le bataillon est embarqué au Cap sur le SS Briton, arrive au dépôt d'Ashton-under-Lyne le 31 juillet 1902 pour y être désactivé.

## La Première Guerre mondiale
Avec la Première Guerre mondiale, le régiment dérive, au total, 43 bataillons de toute nature. Au début du conflit, le régiment est articulé en deux bataillons d'active (1 et 2), un dépôt d'un bataillon de réserve (3 (reserve) et 4 (Extra reserve)) qui vont renforcer la garnison de l'estuaire de la rivière Humber, 5 bataillons de 1re ligne de l'armée territoriale (1/5 à 1/10) formés en 1908 par la réforme de Lord Haldane et 5 bataillons de 2e ligne de l'armée territoriale (2/5 à 2/10) formés dès août 1914 par Lord Kitchener.
Une troisième série de 5 bataillons (3/5 à 3/10) complète l'ensemble en mars 1916 mais ces unités restent en Grande-Bretagne et servent à instruire les recrues qui viennent recompléter les unités au front.
Par ailleurs se forment petit à petit, dès août 1914, 16 Pals bataillons sous le patronage de la ville et du maire de Manchester, dont 13 sont déployés en France (11 (Service) à 14 puis 16 à 24 (Service)). Les 3 derniers restent en Angleterre (25 (Service) à 27 (Service)) et servent de réserve ou d'unité d'entraînement aux autres bataillons.
Viennent enfin s'ajouter divers bataillons aux sorts particuliers, le 29e bataillon qui est fusionné avec le 16e (Clerks' and Warehousemen's Battalion)(Service), le 1er bataillon de garnison qui est envoyé en Inde au sein de la brigade d'Allahabad de la 8e division indienne, le 2e (Home service) bataillon de garnison et les 51, 52 et 53e (graduated) bataillons qui restent en Angleterre jusqu'à la fin de la guerre et qui sont, pour le 53e (Young soldiers), employés à occuper l'Allemagne.

### Premier bataillon
Le bataillon quitte l'Inde le 29 août 1914 et débarque à Marseille le 26 septembre au sein du Corps indien et de la 4e division indienne.
Il sert en France jusqu'au 10 décembre 1915. il participe aux batailles de la Bassée, de Messines et de Givenchy, en 1914. En 1915, il prend part aux batailles de Neuve-Chapelle, de Saint-Julien, d'Aubers, y compris les attaques sur Fromelles et sur la Rue du Bois, puis à la bataille de Festubert. Il est ensuite envoyé en Mésopotamie et arrive à Bassorah le 8 janvier 1916. Il participe à des actions diverses, la bataille de Dujaïla, en mars 1916, pour essayer de dégager la ville de Kut el Amra assiégée. Enfin, le bataillon est envoyé en Égypte en avril 1918. De là, il est déployé en Palestine, participe aux batailles de Megiddo et reste sur place jusqu'en 1919.

### Deuxième bataillon

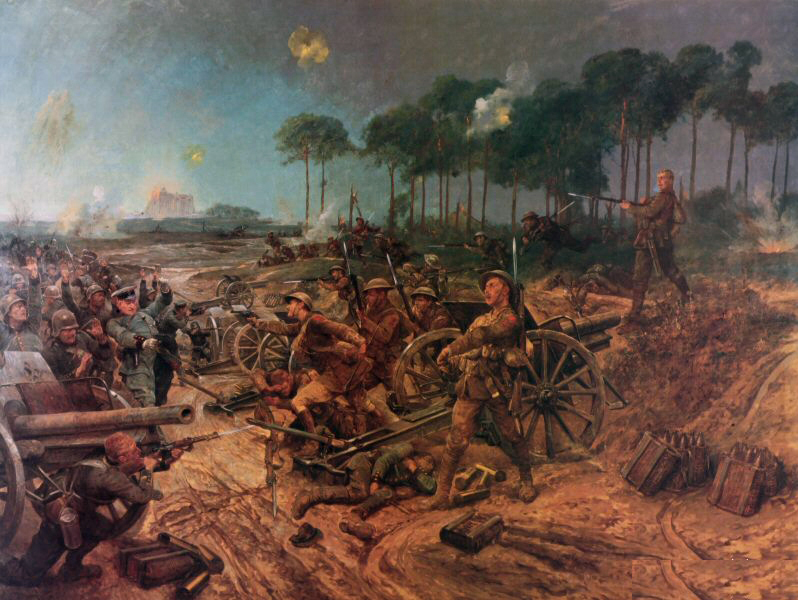
Le 2e bataillon du Manchester regiment capturant une batterie allemande à Francilly Selency en avril 1917

Le bataillon est envoyé en France le 17 août 1914, au sein de la 14e brigade de la 5e division. Le 30 décembre 1916, toute la brigade est mutée à la 32e division. Le 6 février 1918, le bataillon est muté à la 96e brigade de la 32e division dans le cadre d'une réorganisation (diminution des brigades de 4 à 3 bataillons).
Avec la 5e division, il participe aux batailles de Mons, du Cateau, de la Marne, de l'Aisne, de la Bassée, de Messines et à la première bataille d'Ypres (1914). En 1915, il prend part à la deuxième bataille d'Ypres. Avec la 32e division, il participe à la bataille de la Somme, le 1er juillet 1916, dans le secteur d'Albert, puis de Bazentin et enfin le long de l'Ancre. En 1917, il participe à la poursuite des Allemands le long de ligne Hindenburg. En 1918, il participe aux deux batailles le long de la Somme (Arras, Amiens, Bapaume) puis à l'assaut de la ligne Hindenburg le long du canal de Saint-Quentin et à Beaurevoir. Il termine la guerre le long de la Sambre.

### Les 5 bataillons territoriaux de première ligne
Les 5 bataillons territoriaux de première ligne sont regroupés au sein de la 42e Division (East Lancashire). Le 4 août 1914, le 1/5 est mobilisé principalement à Wigan et secondairement à Haydock, Atherton, Patricroft, et Swinton, le 1/6 à Stretford Road Barracks, le 1/7 à Burlington Street Barracks et le 1/8 th (Ardwick)à Ardwick Barracks. Ils composent la 127e brigade (Manchester). À la même date, le 1/9 est mobilisé à Old Street, Ashton under Lyne et le 1/10 à Rifle Street Barracks, Oldham. Ils sont tous les deux incorporés dans la 126e brigade (East Lancashire). Le 5 septembre 1914, la division est mise en alerte pour partir en Égypte afin de protéger la zone du Canal contre les Turcs qui ont concentré des forces en Palestine et en Syrie. Le 9 septembre, elle est embarquée à Southampton et arrive à Alexandrie le 25. La 127e brigade (Manchester) reste à Alexandrie, les deux autres sont envoyées au Caire. La division reçoit un entraînement d'acclimatation adapté. Elle est déployée à partir de novembre 1914 dans la zone du Canal. La 127e brigade (Manchester) envoie le 1/7th à Khartoum et un demi-bataillon du 1/8th (Ardwick) à Chypre pour annexer l'île qui est encore sous contrôle turc. Le 3 février 1915, la division entre en contact avec un fort détachement turc sous commandement allemand dont la mission est de s'emparer d'Ismaïlia et réussit à le repousser.
La division est embarquée le 1er mai 1915 pour Gallipoli et débarque au Cap Helles sur les plages V et W le 6 mai. Les bataillons du Manchester Regiment participent à la bataille de Krithia Vineyard. Les pertes à cause des combats et par maladie déciment la division qui est renforcée, en août 1915 par des membres de la Yeomanry (East Kent, West Kent, Surrey et Sussex) démontés. Elle rembarque la première semaine de janvier 1916. Le régiment y a perdu 1 215 tués.
Elle revient en Égypte après une étape à Moúdros et reprend sa mission de protection du canal de Suez. Le 4 et le 5 août 1916, elle participe au coup d'arrêt contre une force austro-germano-turque de 16 000 hommes, commandée par un général allemand, Kress von Kressenstein, à Romani dans le Sinaï le long de la route d'Ismaïlia à El Arish avec la 52nd (Lowland) Division et les éléments de cavalerie ANZAC. Dépêchée sur Sérapéum par train, elle se lance à sa poursuite dans le désert et la rejette sur Katia puis sur El Arish. Le combat se déroule dans des conditions très dures, chaleur et soif, qui épuisent les hommes qui ne sont pas habitués à de telles conditions, mais l'adversaire est repoussé et la division peut alors participer à l'installation dans la péninsule du Sinaï une base de départ pour conquérir la Palestine.
Au début de février 1917, la division embarque à Alexandrie en direction du front de l'Ouest. Elle est relevée par la 53rd (Welsh) Division. Elle est alors équipée et entrainée pour la guerre de tranchée et déployée face à la ligne Hindenburg, dans la région d'Epehy au sein du 3e Corps de la 4e Armée. Le 28 août, elle relève la 15e division écossaise lors de la troisième bataille d'Ypres autrement connue sous le nom de Passchendaele. À la fin de septembre, elle est envoyée dans la région de Nieuport pour se réorganiser et compléter ses effectifs. En novembre, elle est envoyée dans la région de Givenchy, sur le canal de la Bassée. En 1918, elle participe aux deux offensives de la Somme notamment à la bataille de Bapaume, à la première bataille d'Arras, à la bataille de l'Ancre, puis à la bataille d'Albert où elle s'empare de Chuignes et à la seconde bataille de Bapaume. Elle est ensuite employée contre la ligne Hindenburg dans la région du canal du Nord où elle s'empare du bois de Bourlon (50° 10′ 17″ N 03IV 02V 45VI), puis le long de la Selle. À l'armistice, ses avant-gardes sont sur la Sambre dans la région d'Hautmont.

### Les 5 bataillons territoriaux de deuxième ligne
Contrairement à leur appellation, les bataillons territoriaux de deuxième ligne ont été engagés sur le front.
Dès novembre 1914, le 2/5, 2/6, 2/7 et 2/8 (Ardwick) constituent la 199e brigade (2nd Manchester) alors que le 2/9 et le 2/10 entrent dans la composition de la 198e brigade (2nd East Lancashire). Les deux brigades sont assemblées avec la 197e brigade pour former la 66e division (2nd East Lancashire). Elle reste en Angleterre pour s'entraîner, souffre d'une pénurie constante de matériel et sert de réserve pour recompléter la 42e division. Elle reçoit notamment des « fusils japonais » en dotation, partie des 150 000 fusils Arisaka type 30 et 38 achetés par la Grande-Bretagne au Japon en 1914 et revendus à la Russie en 1916. Au début de 1916, elle est transférée à la défense de Colchester et reçoit des Lee-Enfield réglementaires. Le 18 janvier 1917, elle est déclarée opérationnelle. Elle est inspectée par le roi George V le 22 février, elle envoyée en France en mars 1917 dans la région de Givenchy, pour remettre à niveau le système de tranchée fortement dégradé par les combats et le mauvais temps. Du 20 juin au 11 novembre 1917, elle participe aux combats le long de la côte des Flandres notamment à la bataille de Poelcappelle, le 9 octobre 1917. Début 1918, elle participe à la bataille de Saint-Quentin, puis de Rosières. En mai 1918, elle est placée en situation d'« unité cadre » puis reconstituée en juillet-août 1918. Elle participe alors à la bataille de Cambrai et notamment à la prise de Villers-Outréaux puis à la bataille de la Selle jusqu'à l'armistice.

### Lespalsbataillons (Service) déployés en France
La 30e division est organisée dans le cadre de la cinquième « nouvelle armée » de Lord Kitchener à partir du 10 décembre 1914 sous l'égide de Lord Derby qui lui donne le blason de sa famille pour emblème. Les 16 (1st City), 17(2nd City), 18 (Clerks' and Warehousemen's Battalion)(3rd City) et 19e (4th City)(Service) bataillons, des pals battalions, forment la 90e brigade, le 20 (5th City), 21 (6th City), 22 (7th City), 23 (8th City) forment la 91e brigade, toutes les deux incluses dans la 30e division formée à Grantham en avril 1915. Le 24e (Oldham Town)(Service) pionneers batallion constitue son unité de génie organique. Elle est déplacée à Larkhill sur Salisbury Plain en octobre 1915 pour s'entraîner malgré la pénurie de matériel. Elle arrive en France en novembre 1915 et se concentre dans la région de Ailly-le-Haut-Clocher. Dans le cadre du « durcissement » des grandes unités, la 91e brigade est donnée en échange de la 21e brigade à la 7e division dès le mois de décembre 1915.
En 1916, la 30e division participe à la bataille de la Somme dans la région d'Albert. En 1917, elle prend part à la poursuite des Allemands sur la ligne Hindenburg puis à l'offensive sur Arras le long de la Scarpe. Enfin, elle prend part à la première phase de la troisième bataille d'Ypres sur Pilkem Ridge (50° 54′ 03″ N, 2° 53′ 35″ E) du 31 juillet au 2 août 1917. En 1918, elle participe à la défense de Saint-Quentin contre la dernière grande offensive allemande. Le 21 mars 1918, le 16 (1st City) bataillon s'illustre lors de la bataille dite de « Manchester Hill » (49° 50′ 51″ N 03IV 14V 52VI). Sur ses 8 officiers, 2 survivent et sur ses 160 militaires du rang, une quinzaine. Son chef, le lieutenant-colonel Elstob est tué et reçoit la Victoria Cross à titre posthume. Par parenthèse, les effectifs du bataillon quasiment réduits à ceux d'une compagnie montre bien la difficulté que l'armée britannique a, à cette époque, pour remplir ses rangs et à constituer des bataillons d'un volume normal.
La division participe ensuite à la bataille du Kemmel du 17 au 19 avril. Les effectifs du régiment sont alors largement remplacés par des unités du London Regiment de février à juin 1918. Les bataillons du Manchester Regiment qui la constituent sont réduits à des unités cadres et sont peu à peu dissoutes. Les personnels ainsi libérés vont compléter les autres bataillons du Manchester Regiment.
D'un autre côté, en 1916, la 7e division prend part à la bataille de la Somme à Albert, Bazentin, au bois de Delville puis à Guillemont. Elle participe ensuite à la bataille sur l'Ancre. En 1917, elle est incluse à la poursuite des Allemands sur la ligne Hindenburg, à la bataille d'Arras puis à la troisième bataille d'Ypres.
À la suite de la bataille de Caporetto, elle est choisie pour renforcer l'armée italienne. Après avoir été orienté sur la Brenta, elle est déployée le long de la Piave en janvier 1918 puis participe aux batailles de Vittorio Veneto après avoir traversé le fleuve de haute lutte.

## L'entre-deux-guerres

### Dissolution et fusion des bataillons territoriaux
Progressivement, à partir de février 1918, tous les bataillons territoriaux sont dissous sauf les bataillons de première ligne.
Le 6e et le 7e qui sont fusionnés dans le 6th/7th battalion en février 1922 qui devient en novembre 1937 le 65th anti-aircraft regiment Royal Artillery.
En 1938, le 6e et 7e bataillon sont respectivement reformés à partir du 5e et du 8e dédoublés.
En octobre 1938, le 10e bataillon devient le 41st Royal Tank Regiment.

### Adoption d'un nouvel insigne
En 1923, la fleur de lys remplace les armes de Manchester comme insigne du régiment. La fleur de lys était depuis longtemps l'insigne non officielle pour marquer le souvenir des batailles de la Guadeloupe contre le roi de France en 1759 où le régiment, à l'époque le 63rd Regiment of Foot, avait pris un drapeau. Dès la Première Guerre mondiale, elle constituait la marque d'identification du régiment sur les casques Mk 1.

### Les mouvements des bataillons d'active

#### Premier bataillon
- 1919 Angleterre : Aldershot
- 1920 Irlande : Ballincollig
- 1922 Îles Anglo-Normandes
- 1923 Armée d'occupation en Allemagne
- 1927 Angleterre : Shorncliffe
- 1931 Angleterre : Gosport
- 1933 Antilles
- 1935 Angleterre : Catterick
- 1936 Égypte
- 1937 Palestine
- 1938 Singapour (bataillon de mitrailleuse de la garnison)

#### Deuxième bataillon
- 1919 Inde : Kamptee
- 1920 Irak 53e Brigade, 18e division

Le bataillon est fortement accroché à la bataille d'Al-Hillah lors d'un soulèvement populaire.
- 1922 Inde : Jubbulpore
- 1925 Birmanie : Rangoun
- 1928 Birmanie : Maymyo
- 1929 Inde : Secunderabad
- 1932 Soudan
- 1933 Angleterre : Strensall
- 1937 Angleterre : Aldershot (bataillon de mitrailleuses de la 2e division)

## La Seconde Guerre mondiale
Au début de la Seconde Guerre mondiale, les bataillons d'active servent avec leurs divisions respectives. Le 1/5, 1/6, 1/7 et le 1/8 sont réactivés.

### Premier bataillon

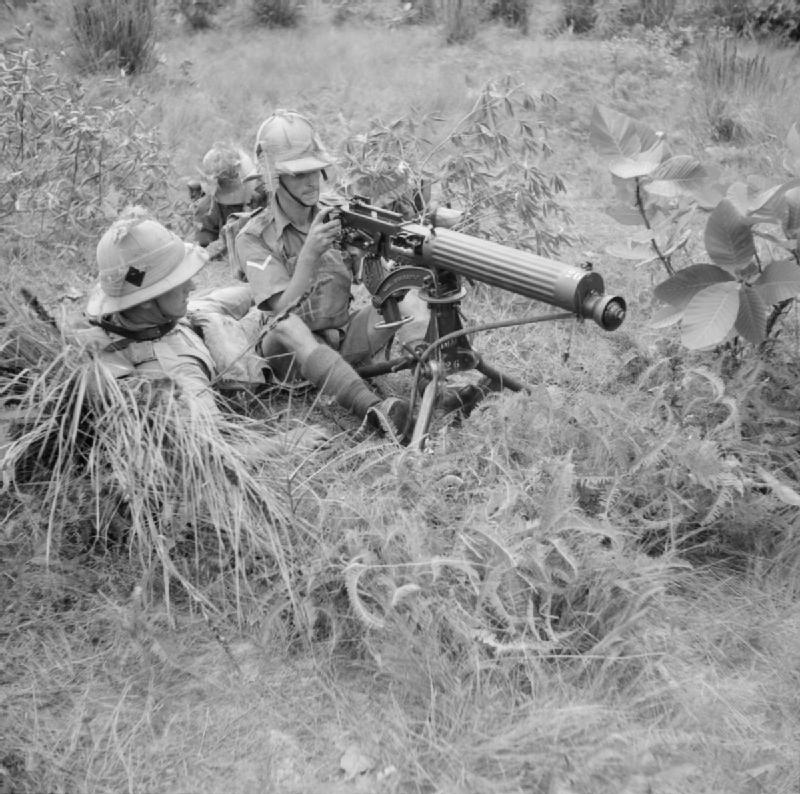
Mitrailleuse Vickers du 1er bataillon The Manchester Regiment le 17 octobre 1941 en Malaisie.

Le 1er bataillon, bataillon de mitrailleuses de la garnison de Singapour est capturé par les Japonais lors de la chute de la ville en février 1942. Le 6e bataillon territorial est alors transformé en 1er bataillon. Il est rattaché à la 53e (Welsh) division comme bataillon de mitrailleuses.
Dans un premier temps, il est employé, avec sa division, à la défense du Royaume-Uni. Puis, dans un deuxième temps, il est rattaché à la 2e armée qui prépare le débarquement. Il est donc entraîné à cet effet et débarque en France le 29 juin 1944 au sein du 12e corps d'armée. Il participe à la défense de la vallée de l'Odon, à l'opération Goodwood, à la réduction de la poche de Falaise, traverse l'Orne. Il suit le mouvement des troupes britanniques en direction d'Anvers qu'il atteint début septembre 1944. Il participe alors aux opérations au sein du 30e corps d'armée en Hollande sur Turnhout et Bois-le-Duc puis il prend part à la bataille des Ardennes pour réduire la partie nord du saillant allemand, et enfin à l'opération Veritable en février-mars 1945 pour débloquer l'estuaire du Rhin et de la Meuse. Il termine la guerre dans la région de Hambourg.

### Deuxième bataillon
Le 2e bataillon est envoyé en France avec le Corps expéditionnaire britannique (BEF) comme bataillon de mitrailleuses de la 2e division. Il est évacué lors de l'opération Dynamo à Dunkerque. Rééquipé avec sa division, il est envoyé en Inde au début de 1942 pour être employé dans des tâches de maintien de l'ordre intérieur. Il s'entraîne avec sa division à des opérations amphibies puis, alors que les Japonais tentent d'envahir l'Inde, il combat lors de la bataille de Kohima d'avril à juin 1944 qui met fin au siège d'Imphal. Puis, il participe, avec la 14e armée, à la campagne de Birmanie jusqu'en mars 1945, date à laquelle il est ramené en Inde pour préparer des opérations amphibies.

### Bataillons territoriaux
- Le 1/5 bataillon est envoyé en France avec le Corps expéditionnaire britannique en avril 1940 comme 2e bataillon de la 127e brigade de la 42e division (East Lancashire). Il est évacué à Dunkerque après avoir durement combattu sur le canal de la Bassée pour ralentir l'avance allemande. En novembre 1941, il est renommé 111th Regiment Royal Armoured Corps (The Manchester Regiment). En novembre 1942, il devient le régiment d'automitrailleuses de la 77e Division. En novembre 1943, il revient à son statut original de bataillon d'infanterie et reprend son nom de 5e bataillon. Il assure la garde de la famille royale en 1944 à Balmoral puis il est envoyé à Malte de novembre 1945 à novembre 1946. Le bataillon est alors dissous. 159 hommes sont envoyés pour recompléter le 1er bataillon en Allemagne en février 1947. Le bataillon lui-même est transformé 652nd Heavy Anti-Aircraft Regiment Royal Artillery puis est dissous ultérieurement.

- Le 1/6 bataillon est transformé en 1er bataillon en février 1942.

- Le 1/7 bataillon est envoyé en Écosse à la fin 1942 comme bataillon de mitrailleuses de la 52e (Lowland) division. Là, il participe à toutes les opérations menées par cette unité. Il commence par être entraîné avec elle comme unité de montagne, puis est intégré en août 1944 dans la Première armée aéroportée alliée et débarque en France le 9 octobre 1944 et il est déployé sur l'estuaire de l'Escaut au sein de la 1re armée canadienne, pour s'emparer du port d'Anvers. À ce titre, il participe aux opérations Vitality et Infatuate pour reprendre les îles de Sud-Beveland et de Walcheren. En janvier 1945, il participe à l'opération Blackcock pour évacuer le triangle de la Roer.

- Le 1/8 (Ardwick) est envoyé avec le BEF en France en avril 1940 au sein de la 127e brigade de la 42e (East Lancashire) division. Il y est relevé en mai par le 1er bataillon the Highland Light Infantry pour être envoyé sur Malte et sur enfin sur l'Irak pour former la 20e brigade de la 10e division indienne. Avec cette division, il est envoyé en Libye au sein du 13e corps d'armée de la 8e armée. À ce titre, il participe à la bataille de Gazala puis à celle de Marsa Matrouh. Il est envoyé à Chypre en août 1942 pour y être recomplété, entraîné et être intégré dans la Paiforce (Persia and Iraq Force) puis envoyé en Iran en vue de contrer une éventuelle percée des Allemands par le Caucase. En mars 1944, il débarque en Italie le long de la ligne Gothique puis, après avoir été retiré de la 10e division indienne, revient en Angleterre en octobre 1944 et finit la guerre en Irlande du Nord puis au Pays de Galles.

- Le 1/9 est déployé en France en avril 1940 comme bataillon de mitrailleuses organique au 3e corps d'armée. Il participe à l'évacuation de Dunkerque, est réorganisé à Llandudno. Il est envoyé en Islande comme élément de la force C en mars 1941 puis en Écosse, aux Orcades et aux Shetland et, en décembre 1942 en East Anglia. Il part en Italie en 1943 comme bataillon de la 4e division indienne. Il participe à la bataille contre la ligne Gothique et tout particulièrement à la bataille de Montegridolfo. Il est envoyé en Grèce et termine la guerre à Klagenfurt en Autriche. Il revient en Angleterre à la fin de 1945 pour y être dissous.

- Un 11e bataillon est créé en mai 1939 comme unité strictement territoriale. Après avoir été rebaptisé 30e bataillon, il est dissous.

## L'après-guerre

### Premier bataillon
Le 1er bataillon participe à l'occupation en Allemagne. En 1947, il est rapatrié au Royaume-Uni à Altrincham.
- 5 avril 1948 il est fusionné avec le 2e bataillon
- 1948 Allemagne, Wuppertal, 2e division, British Army of the Rhine, BAOR
- Avril 1950 Berlin
- 1951 Malaisie
- Août 1954 Allemagne : Berlin,
- Début 1955 Minden, inclus à la 11e brigade de la BAOR.
- Mi-1957 Royaume-Uni : Formby, Warley Barracks Essex
- 1er septembre 1958 : Formation du premier bataillon The King's Regiment (Manchester and Liverpool) par fusion avec le premier bataillon du King's Regiment.

### Deuxième bataillon
- 1945 Inde
- 1947 Retour au Royaume-Uni après l'indépendance et redevient un bataillon d'infanterie
- 5 avril 1948, le deuxième bataillon est fusionné avec le premier

## Sources et références

### Générales
- Histoire du régiment : site The Mancherster Regiment
- Photos :

### Guerre des Boers
- Site sur la guerre des Boers

### Pendant la Première Guerre mondiale
- Historique succinct : The Long Long Trail
- Ordre de bataille :
- Forum :